# Sjoa Station
Sjoa Station (Sjoa stasjon) er en tidligere jernbanestation på Dovrebanen, der ligger i Sel kommune i Norge.
Stationen blev åbnet som holdeplads 2. november 1896, da banen blev forlænget fra Tretten til Otta. Den blev opgraderet til station 1. november 1902. Den blev fjernstyret 5. december 1967 og gjort ubemandet 1. maj 1968. Betjeningen med persontog ophørte 29. maj 1988 men blev genoptaget fra 28. maj 1988 til 7. januar 2001. Derefter har stationen haft status som fjernstyret krydsningsspor.
Stationsbygningen er en toetages bygning i rødmalet træ, der blev opført til åbningen i 1896 efter tegninger af Paul Due. Oprindeligt var der 18 stationsbygninger af denne type langs banen, hvoraf 12 er tilbage. Stationsbygningen i Sjoa regnes for at være forholdsvis autentisk.
Pakhuset blev også opført i 1896 efter tegninger af Paul Due. I 1978 blev det flyttet og ombygget til Sjoa kapell. På det tidspunkt havde der været arbejdet på at etablere et kapel i Sjoa siden 1930'erne, og en grund var blevet erhvervet i 1947, uden at det havde ført til noget byggeri. Da processen kom i gang igen, fik man imidlertid øje på pakhuset, som der ikke længere var brug for. Ved ombygningen påsattes en tagrytter med kors på. Indvendigt er der 70 siddepladser, sakristi, køkken og lager.